# Domenico Michelessi
Domenico Michelessi (Spinetoli, 4 agosto 1735 – Stoccolma, 1º aprile 1773) è stato uno scrittore e presbitero italiano.

## Biografia

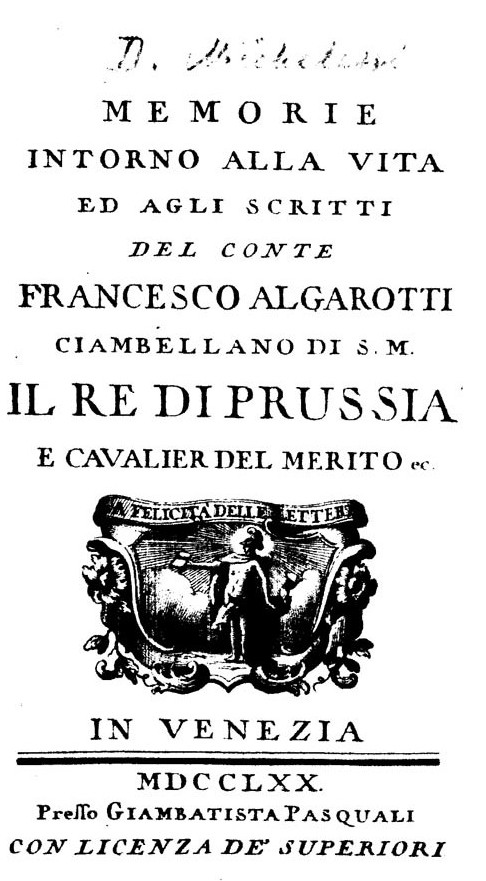
Memorie intorno alla vita e agli scritti del conte Francesco Algarotti, 1770

Michelessi si trasferì in Svezia nel 1771. Imparò lo svedese abbastanza velocemente. Oltre a numerosi poemi in italiano, pubblicò un discorso inaugurale, traduzioni latine di alcuni discorsi di Gustavo III di Svezia (1772) e la Lettre à M. gr Visconti sur la Revolution arrivée un Suéde le 19 août 1772 (1773), poi tradotta in svedese.
Fu membro dell'Accademia reale svedese delle scienze.
Dedicò a Federico II di Prussia le Memorie intorno alla vita ed agli scritti del conte Francesco Algarotti.

## Opere
- Memorie intorno alla vita e agli scritti del conte Francesco Algarotti, Venezia, Giovanni Battista Pasquali, 1770.